# 印度性史

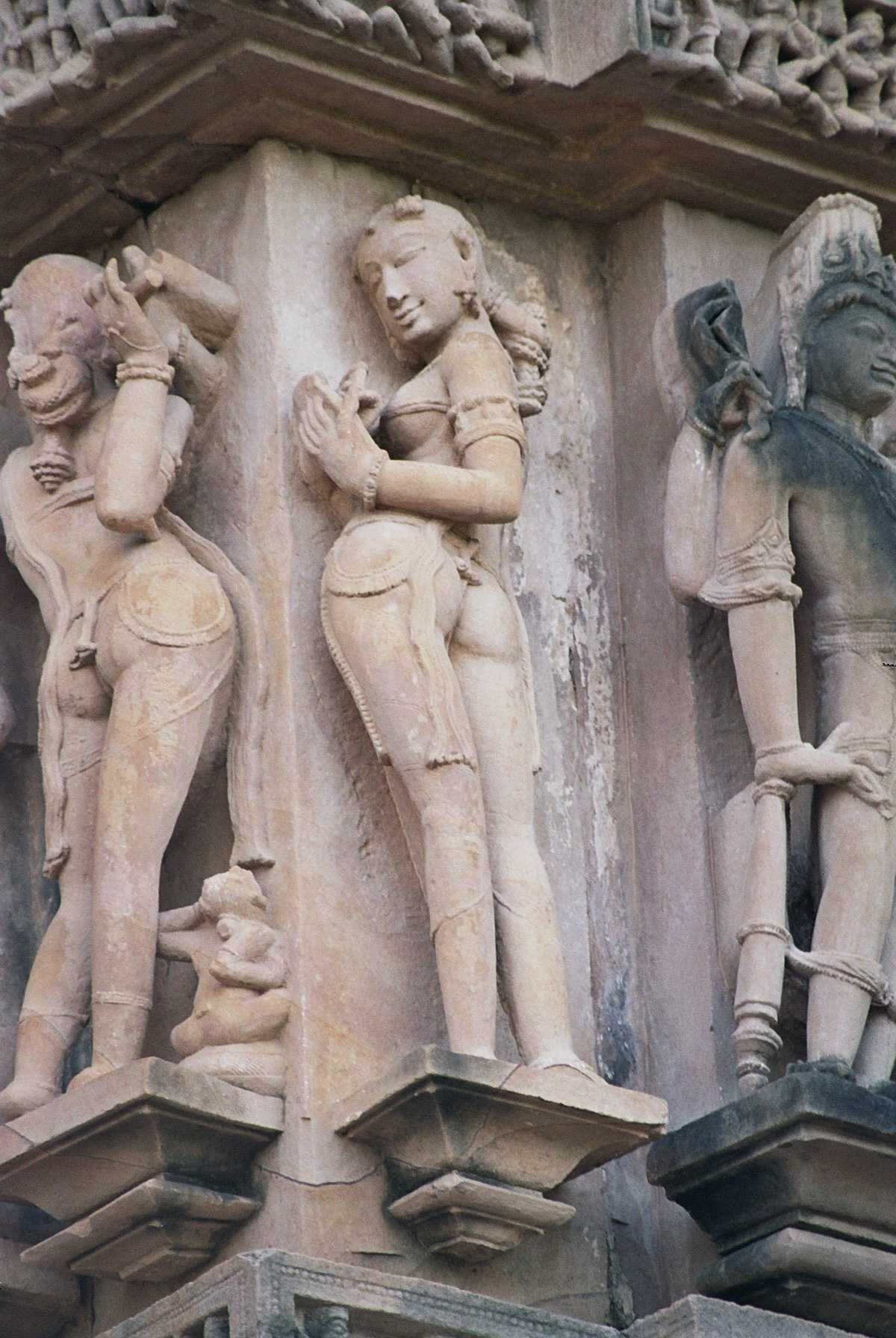
印度克久拉霍庙的飞天女神雕塑

印度的性史是多元文化的印度根據其獨特的地區用自己獨特的文化不同地發展了對性的話語。印度文化是指在印度形成的关于性文化的事物。

## 简介
印度次大陆是四大文明古国古印度的诞生地。自从古印度文明诞生起，性文化和宗教就形成了相互影响。印度性文化同印度宗教具有不可分割的内在联系，如同硬币两面的禁欲和纵欲。马克思在《不列颠在印度的统治》中说：印度的宗教“既是纵欲享乐的宗教，又是自我折磨的禁欲主义的宗教；既是林加崇拜的宗教，又是札格纳特的宗教；既是和尚的宗教，又是舞女的宗教”。

## 历史

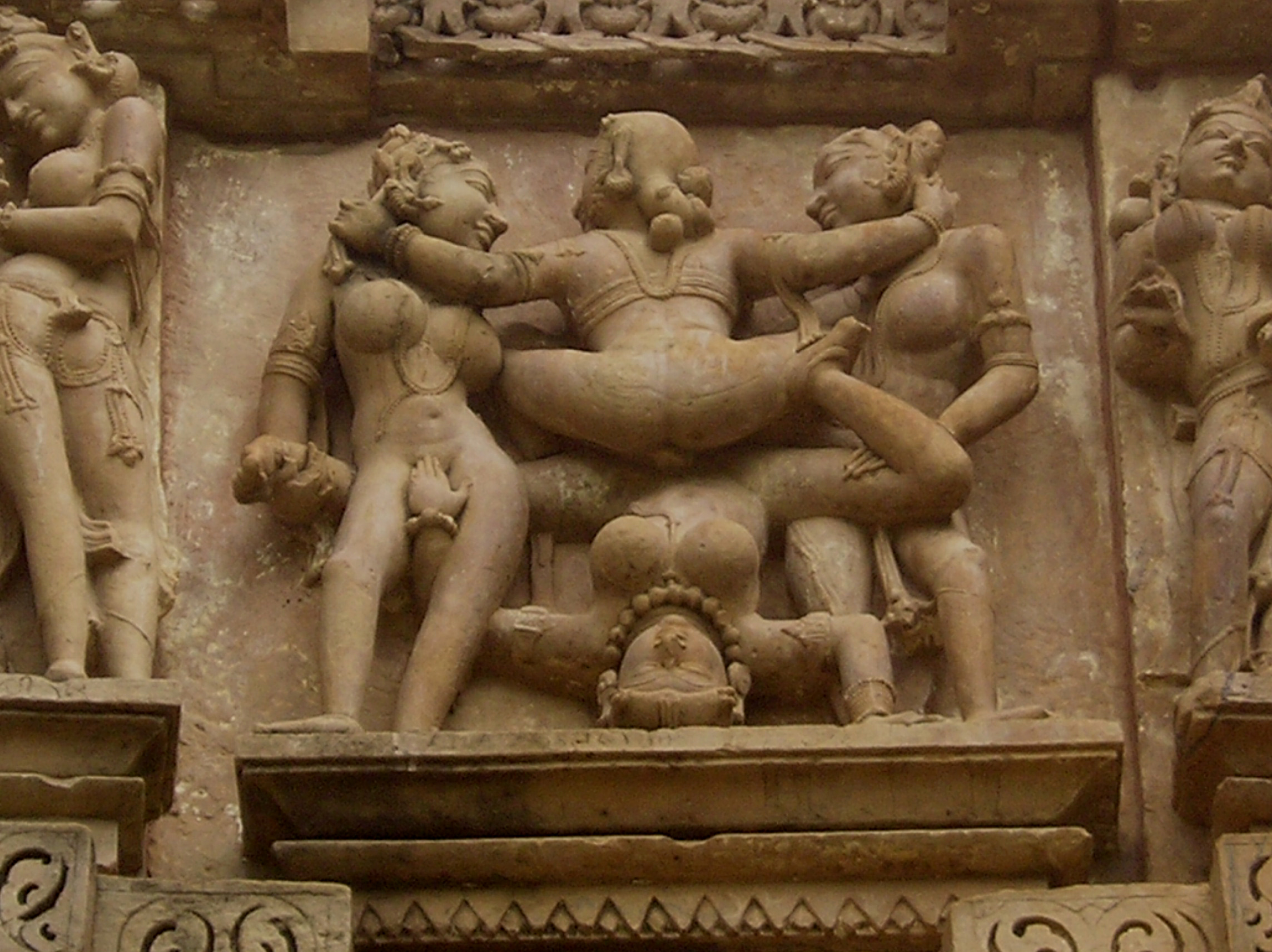
古印度描写性姿势的雕塑

### 公元前
前2500年到前1500年，亚利安人征服了印度，印度古文明自此消亡。一个头部像植物，身子像动物，阴茎勃起的神的雕像却传承下来，就是印度教中的湿婆神。而其他生殖器官勃起的神像，印度称之为呤咖莫。还有一个种怀孕的雕像，印度称之为“瑜尼”，瑜尼就是湿婆神的妻子帕威蒂女神。

### 公元早期
二世纪，印欧语系的民族侵入印度，彻底断送了古印度文明，并且建立了印度现在宗教吠陀经的圣歌集。吠陀教中一共有3个神控制自然和性。吠陀教属于禁欲主义宗教。同时代的佛教也是禁欲主义，由于佛教的诸多戒律脱离世俗，九世纪后，佛教在印度几乎荡然无存。吠陀教的演化宗教怛特罗却追求性，讲究性能量和性信仰，其密语说“噢母吗呢帕德米呋母”就是讲述男女性器官接触。怛特罗认为性交是一种宗教仪式，通过性交男女可以成为神。怛特罗举行宗教仪式的时候，常常互换妻子或者让男人与妓女群交欢。印度家喻户晓的神守护毗瑟摩的第八化身：讫里什那神，就是一个与许多女人发生性关系，取悦女人的性爱崇拜者。

### 中世纪
中世纪的印度各大宗教神庙都布满了性文化的雕塑，各种各样性交姿势的男女，还有群交的人们，甚至还有口交和肛交。从16世纪开始，印度先后被穆斯林和英国殖民者统治，伊斯兰教穆斯林对性文化比较保守，而英国殖民者的维多利亚绅士文化也对性文化颇为保守。从而使得现代印度的性文化多姿多彩，没有统一模式。

## 文学作品
印度《性典》和中国《玉房秘诀》以及欧洲古罗马的《爱的艺术》不同，它是谈论性与爱的关系的经典作品。